# Depacla: Depapepe Plays the Classics
Depacla: Depapepe Plays the Classics (デパクラ～DEPAPEPE PLAYS THE CLASSICS～?, Depakura ~DEPAPEPE PLAYS THE CLASSICS~) è un album dei Depapepe pubblicato nel 2007.

## Tracce
1. Pachelbel's "Canon" – 4:14
2. Bach "Two-Part Invention:No.4" – 1:02
3. Bach Air on the G-strings – 5:02
4. Beethoven Piano Sonata No.8 Minor,Op13 "Pathetique" – 4:19
5. Erik Satie "Gymnopedie No.1" – 3:49
6. Ravel "Bolero" – 6:30

## Formazione
- Takuya Miura
- Yoshinari Takuoka